# Monte Kätkä
El monte Kätkä, Kätkätunturi en finés, se encuentra en Laponia cerca de la estación de esquí de Levi, en el municipio de Kittilä. El pico está a 504 m sobre el nivel de mar. Al lado del monte está el lago Immel y unos kilómetros al este está el monte Levi.